# قصه زندگی
قصه زندگی فیلمی به کارگردانی و نویسندگی خسرو شجاعی ساختهٔ سال ۱۳۶۵ است.

## خلاصه داستان
در سال ۱۳۴۸ دو برادر (خیری و جعفر) که اولی کارمند ساده اداره پست و دیگری از کارکنان راه آهن است با فروش اسباب و اثاثیه خانه‌ای می‌خرند. چندی بعد میان آنها دیواری از اختلاف کشیده می‌شود. در آستانهٔ انقلاب، احمد پسر خیری که با تأثیرپذیری از معلمش به یک انقلابی تبدیل شده در روزنامه‌ای مشغول به کار می‌شود و به دلیل فعالیت سیاسی به زندان می‌افتد. او از طریق مأمور زندان موفق به ارتباط با پدرش می‌شود و مشکلات امنیتی گروه خود را از آن طریق رفع می‌کند. با آزادی احمد از زندان بار دیگر دیوار حیاط میان خانواده پدر و عمویش از بین می‌رود. با شروع جنگ احمد داوطلبانه به جبهه می‌رود و پس از بازگشت ازدواج می‌کند.

## بازیگران
- هادی اسلامی
- داوود موثقی
- منیژه دلدار گلچین
- روح‌انگیز مهتدی
- حمید قربانی فراز
- مسعود عربیان
- مهری ودادیان
- اصغر زمانی
- مرجانه دلدارگلچین
- سیدجلال طباطبایی
- فریدون بخشایش